# Bono del estado

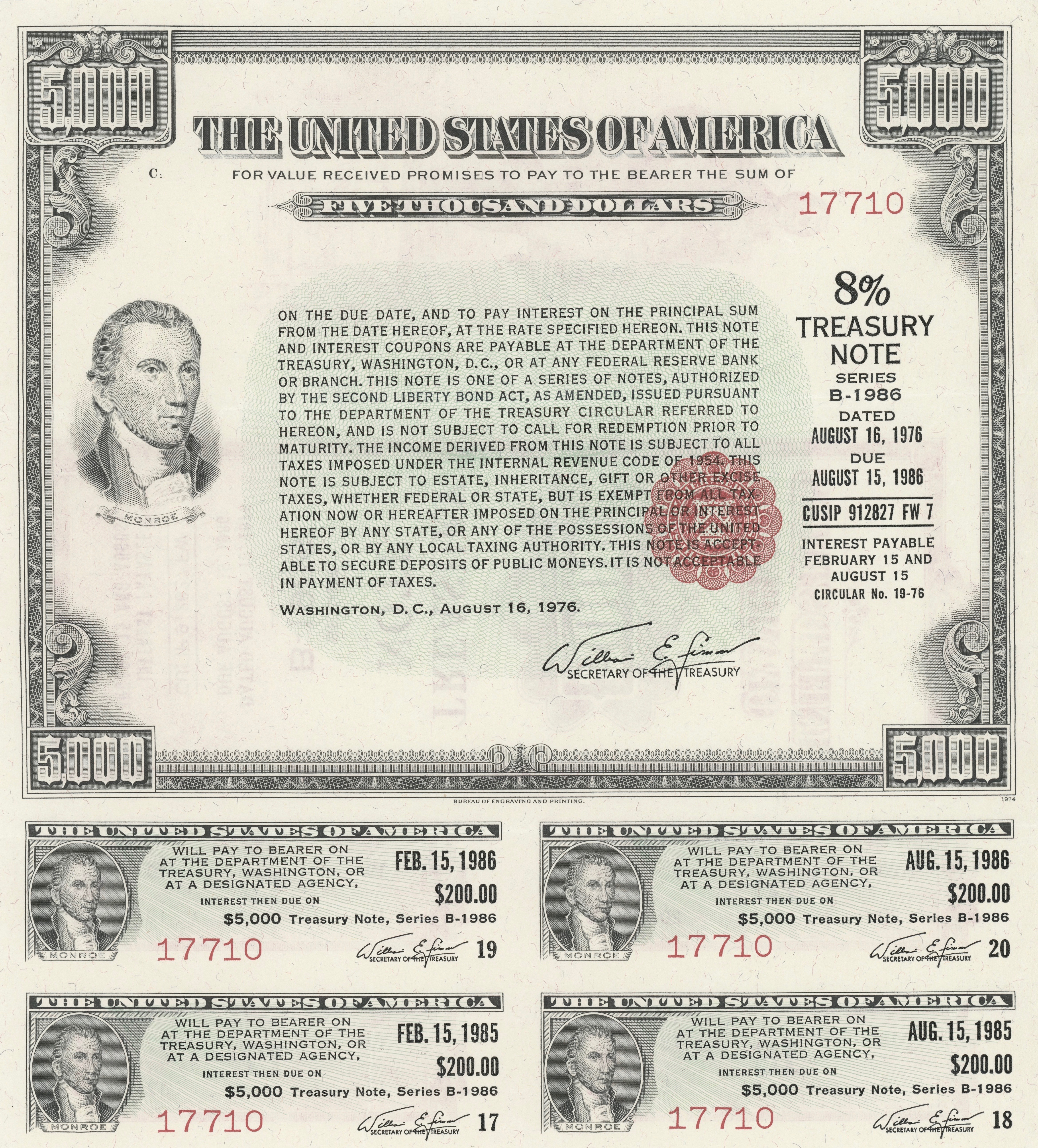
Bono del gobierno de EE. UU.: Bono del Tesoro al 8 % de 1976

Un bono del estado o bono soberano es una forma de bono emitido por un gobierno para apoyar el gasto público. Generalmente incluye un compromiso de pagar intereses periódicos, llamados pagos de cupones, y de reembolsar el valor nominal en la fecha de vencimiento.
Por ejemplo, un tenedor de bonos invierte $20,000, llamado valor nominal o principal, en un bono del estado a 10 años con un cupón anual del 10%; el gobierno pagaría al tenedor de bonos un interés del 10% ($2000 en este caso) cada año y reembolsaría el valor nominal original de $20,000 en la fecha de vencimiento (es decir, después de 10 años).
Los bonos del estado pueden estar denominados en una moneda extranjera o en la moneda nacional del gobierno. Los países con economías menos estables tienden a denominar sus bonos en la moneda de un país con una economía más estable (es decir, una moneda fuerte). Todos los bonos conllevan un riesgo de impago, es decir, la posibilidad de que el gobierno no pueda pagar a los tenedores de bonos. Los bonos de países con economías menos estables suelen considerarse de mayor riesgo. Las agencias de calificación de riesgos proporcionan calificaciones para los bonos de cada país. Los tenedores de bonos generalmente exigen rendimientos más altos de los bonos más riesgosos. Por ejemplo, el 24 de mayo de 2016, los bonos del estado a 10 años emitidos por el gobierno canadiense ofrecían un rendimiento del 1,34%, mientras que los bonos del estado a 10 años emitidos por el gobierno brasileño ofrecían un rendimiento del 12,84%.
En ocasiones, se afirma que los gobiernos que se encuentran al borde de anunciar una suspensión de pagos atraviesan una crisis de deuda soberana.

## Historia
Las Provincias Unidas de los Países Bajos se convirtió en el primer estado en financiar su deuda mediante bonos cuando asumió los bonos emitidos por la ciudad de Ámsterdam en 1517. El tipo de interés medio en aquella época oscilaba en torno al 20%.
El primer bono del estado oficial emitido por un gobierno nacional fue emitido por el Banco de Inglaterra en 1694 para recaudar dinero para financiar una guerra contra Francia. La forma de estos bonos era tanto de lotería como de anualidad. El Banco de Inglaterra y los bonos del estado fueron introducidos en Inglaterra por Guillermo III de Inglaterra (también llamado Guillermo de Orange), quien financió los esfuerzos bélicos de Inglaterra copiando el enfoque de emitir bonos y aumentar la deuda gubernamental de las Siete Provincias Holandesas, donde gobernó como estatúder.
Más tarde, los gobiernos de Europa comenzaron a seguir la tendencia y a emitir bonos perpetuos (bonos sin fecha de vencimiento) para financiar guerras y otros gastos gubernamentales. El uso de bonos perpetuos cesó en el siglo XX y actualmente los gobiernos emiten bonos con plazo de vencimiento limitado.
Durante la Revolución de las Trece Colonias, para recaudar dinero, el gobierno de EE. UU. comenzó a emitir bonos, llamados certificados de préstamo. El monto total generado por los bonos fue de 27 millones de dólares y ayudó a financiar la guerra.

## Riesgos

### Riesgo de crédito
Un bono del estado denominado en la moneda de un país es, estrictamente hablando, un bono libre de riesgo, porque el gobierno puede, si es necesario, crear moneda adicional para canjear el bono al vencimiento. Para la mayoría de los gobiernos, esto sólo es posible mediante la emisión de nuevos bonos, ya que los gobiernos no tienen posibilidad de crear moneda. (La emisión de bonos que luego son comprados por el banco central con moneda recién creada en el proceso de "flexibilización cuantitativa" puede ser considerada como una financiación estatal directa de facto del banco central, lo cual está prohibido oficialmente para los bancos centrales independientes.) Ha habido casos en que un gobierno ha optado por hacer impago su deuda en moneda nacional en lugar de crear moneda adicional, como Rusia en 1998 (la "crisis del rublo") (véase impago soberano).
Los inversores pueden recurrir a agencias de calificación para evaluar el riesgo crediticio. En Estados Unidos, la Comisión de Bolsa y Valores (SEC) ha designado diez agencias de calificación como organizaciones de calificación estadística reconocidas a nivel nacional.

### Riesgo cambiario
El riesgo cambiario se refiere a la posibilidad de que el valor de la moneda en la que se emite un bono disminuya en relación con la moneda de referencia del inversor. Por ejemplo, un inversor de Alemania podría percibir que los bonos emitidos en Estados Unidos presentan un mayor riesgo cambiario en comparación con los bonos alemanes, dado que el dólar podría depreciarse frente al euro. De manera análoga, un inversor estadounidense podría considerar que los bonos alemanes conllevan un mayor riesgo cambiario en relación con los bonos estadounidenses, ya que el euro podría perder valor frente al dólar. Un bono que se emite en una moneda que carece de un historial sólido de estabilidad puede no ser una opción de inversión favorable, incluso si se ofrece una tasa de interés atractiva. El riesgo cambiario está determinado por la fluctuación de los tipos de cambio.

### Riesgo de inflación
El riesgo de inflación es el riesgo de que el valor de la moneda que paga un bono disminuya con el tiempo. Los inversores esperan cierto nivel de inflación, por lo que el riesgo es que la tasa de inflación sea mayor de lo esperado. Muchos gobiernos emiten bonos indexados a la inflación, que protegen a los inversores contra el riesgo de inflación al vincular los pagos de intereses y los pagos de vencimiento a un índice de precios al consumidor. En el Reino Unido, estos bonos se denominan bonos indexados. En Estados Unidos estos bonos se llaman bonos de Serie I.

### Riesgo de tasa de interés
También conocido como riesgo de mercado, todos los bonos están sujetos al riesgo de tasa de interés. Los cambios en las tasas de interés pueden afectar el valor de un bono. Si las tasas de interés caen, entonces los precios de los bonos suben y si las tasas de interés suben, los precios de los bonos caen. Cuando las tasas de interés suben, los bonos son más atractivos porque los inversores pueden obtener tasas de cupón más altas, con lo que puede surgir riesgo de período de tenencia. La tasa de interés y el precio de los bonos tienen correlación negativa. Las tasas de cupón de bonos a tasa fija más bajas significan un mayor riesgo de tasa de interés, y las tasas de cupón de bonos a tasa fija más altas significan un menor riesgo de tasa de interés. El vencimiento de un bono también tiene un impacto en el riesgo de tasa de interés. De hecho, un vencimiento más largo implica un mayor riesgo de tasa de interés, y un vencimiento más corto implica un menor riesgo de tasa de interés.

## Oferta monetaria
Si un banco central compra un título gubernamental, como un bono o una letra del Tesoro, aumenta la masa monetaria porque un banco central inyecta liquidez (efectivo) en la economía. Hacer esto reduce el rendimiento de los bonos del estado. Por el contrario, cuando un banco central lucha contra la inflación, disminuye la oferta monetaria.
Estas acciones de aumentar o disminuir la cantidad de dinero en el sistema bancario se denominan política monetaria.

## Reino Unido
En el Reino Unido, los bonos del estado se denominan gilts. Las emisiones más antiguas tienen nombres como "Acciones del Tesoro" y las emisiones más nuevas se denominan "Bonos del Tesoro". Los bonos del Estado indexados a la inflación se denominan bonos del Estado indexados, lo que significa que el valor del bono del Estado aumenta con la inflación. Son títulos de interés fijo emitidos por el gobierno británico con el fin de recaudar dinero.[cita requerida] La emisión de bonos del Estado está gestionada por la Oficina de Gestión de Deuda del Reino Unido, una agencia ejecutiva de la Tesorería de Su Majestad. Antes de abril de 1998, los bonos del Estado eran emitidos por el Banco de Inglaterra. Los servicios de compra y venta son gestionados por Computershare.
Los bonos del Estado del Reino Unido tienen vencimientos que se extienden mucho más en el futuro que otros bonos del estado europeos, lo que ha influido en el desarrollo de los mercados de pensiones y seguros de vida en los respectivos países.
Un bono británico convencional podría tener este aspecto: "Acciones del Tesoro con un interés del 3% en 2020". El 27 de abril de 2019, el bono del estado del Reino Unido a 10 años tenía un rendimiento del 1,145%. La tasa del Banco Central es del 0,10% y la calificación del Reino Unido es AA, según Standard & Poor's.

## Estados Unidos
El Tesoro de Estados Unidos ofreció varios tipos de bonos con distintos vencimientos. Algunos bonos pueden pagar intereses, otros no. Estos bonos podrían ser:
- Bonos de ahorro: se consideran una de las inversiones más seguras.
- Notas del Tesoro (T-notes): el vencimiento de estos bonos es de dos, tres, cinco o diez años, prevén pagos de cupones fijos cada seis meses y tienen un valor nominal de $1,000.
- Bonos del Tesoro (T-bonds o bonos largos): son los bonos del Tesoro con vencimiento más largo, de veinte años a treinta años. También tienen un pago de cupón cada seis meses.
- Valores del Tesoro Protegidos contra la Inflación (TIPS): son los bonos indexados a la inflación emitidos por el Tesoro de los Estados Unidos. El capital de estos bonos se ajusta al Índice de Precios al Consumidor. En otras palabras, el capital aumenta con la inflación y disminuye con la deflación.

El principal argumento para que los inversores mantengan bonos del estado estadounidense es que éstos están exentos de impuestos estatales y locales.
Los bonos se venden a través de un sistema de subasta por parte del gobierno. Los bonos se compran y venden en el mercado secundario, el mercado financiero en el que se negocian instrumentos financieros como acciones, bonos, opciones financieras y futuros.
TreasuryDirect es el sitio web oficial donde los inversores pueden comprar valores del Tesoro directamente del gobierno de EE. UU. Este sistema en línea permite a los inversores ahorrar dinero en comisiones y tarifas que se cobran con los canales tradicionales. Los inversores pueden utilizar bancos o corredores para mantener un bono.